# Niagara
Niagara (anglicky Niagara River) je řeka v Severní Americe v systému Velkých jezer. Tvoří hranici mezi Kanadou (provincií Ontario) a státem New York Spojených států amerických. Je 54 km dlouhá. Povodí má rozlohu 665 000 km².

## Průběh toku
Odtéká z Erijského jezera a ústí do Ontarijského jezera. Na horním toku se rozvětvuje na dvě ramena, mezi nimiž se nachází ostrov Grand Island. Na středním toku se nacházejí Niagarské vodopády a peřeje. Jako jejich obchvat byl vybudován kanál Welland.

## Vodní stav
Průměrný roční průtok vody je 5 900 m³/s. Kolísá od 2 800 m³/s do 7 700 m³/s.

## Sídla na řece
Na řece u odtoku z Erijského jezera leží Buffalo (USA), na ostrově Grand Island stejnojmenné město (rovněž náležející USA, jako celý ostrov) a u vodopádů dvě města pojmenovaná stejně, kanadské Niagara Falls a americké Niagara Falls.